# 茄子溪街道
茄子溪街道，是中华人民共和国重庆市大渡口区下辖的一个乡镇级行政单位。

## 行政区划
茄子溪街道下辖以下地区：
园林社区、陈家坝社区、新港社区、永丰社区、刘家坝社区、伏牛溪社区、滨江社区、惠丰社区、江州社区、兴盛社区和桥口社区。